# Smilodontini
Smilodontini — триба вимерлих хижих ссавців родини Котові (Felidae). Ця група виникла у міоцені (10,3 млн років тому) та вимерла 11 тис. років тому у плейстоцені. До триби належать шаблезубі кішки, що мали великі ікла на верхній щелепі та кремезне тіло.

## Класифікація
- Триба †Смілодони (Smilodontini)
  - Рід †Мегантереон (Megantereon) з раннього пліоцену до середнього плейстоцену; Європи, Азії, Африки та Північної Америки
  - Рід †Парамахайрод (Paramachairodus) з середини до пізнього міоцену; Європи та Азії
  - Рід †Rhizosmilodon
  - Рід †Смілодон (Smilodon) з пізнього пліоцену до пізнього плейстоцену, Північної Америки та Південної Америки